# Fucile semiautomatico

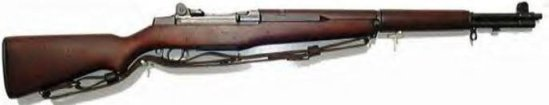
L'M1 Garand, uno dei primi fucili semiautomatici d'ordinanza, usato dall’esercito americano durante la Seconda guerra mondiale

Un fucile semiautomatico è un fucile che adotta un sistema di ripetizione semiautomatica per il quale è necessario incamerare solo la prima cartuccia del caricatore, dopo di che l'alimentazione sarà provveduta meccanicamente dal ciclo di sparo; in tal modo ad ogni pressione del grilletto corrisponde la partenza di un solo proiettile e per sparare la cartuccia successiva è necessario esclusivamente rilasciare e quindi tirare ancora il grilletto. Il ciclo è garantito fino all'esaurimento delle cartucce, in maniera simile a quanto avviene per le pistole.
Uno dei primi esempi di fucili semiautomatici è stato il fucile Mondragón progettato nel 1907 dal generale Manuel Mondragón sulla base di un fucile bolt-action: fu adottato durante la Rivoluzione messicana.
Oggi nel settore della caccia il fucile semiautomatico ottiene il maggiore gradimento soprattutto per il maggior numero di colpi offerto rispetto alle classiche doppiette e sovrapposti, il minor rinculo all'esplosione del colpo e minor costo per l'eventuale sostituzione della canna.

## Gli inizi nel mondo
In Italia l'azienda Cosmi incominciò lo studio del fucile semiautomatico dal 1905. Rodolfo Cosmi, armaiolo di Macerata Feltria (PU), applicò al semiautomatico il sistema di apertura della doppietta per eliminare con facilità capsule eventualmente espulse dal fondello del bossolo. Poi pose il caricatore tubolare all'interno del calcio del fucile.
Sempre in Italia nel 1911 nasce la Fratelli Benelli Spa per la produzione di motociclette; tuttavia, già dal 1910 l'ing. Giovanni Benelli si costruisce pezzo per pezzo una doppietta a cani esterni. Benelli si dedica quindi alla produzione artigianale di fucili, in particolare un semiautomatico calibro 12. Nel 1941 Giovanni Benelli realizza il primo semiautomatico calibro 12 con castello in speciale lega leggera (ergal) di propria invenzione e brevetto e con meccanica coperta da quattro brevetti, che sopperiva ai difetti del brevetto Browning. Doppietta e semiautomatico non saranno ancora prodotti. Il vero slancio avviene però solo negli anni '60 con la Benelli Armi in sodalizio con il meccanico progettista bolognese, Bruno Civolani e il suo progetto di semiautomatico, sempre calibro 12, a canna liscia. Nel 1967, su pressione del fratello Filippo e del nipote Paolo, fonda la Benelli Armi, attraverso la quale, con Bruno Civolani, realizza il progetto del sistema inerziale Benelli, che sfrutta l'inerzia delle masse anziché il tradizionale meccanismo a presa di gas, garantendo sicurezza ed affidabilità. Da tale progetto nasce un automatico capace di sparare 5 colpi in meno di un secondo, dimostrandosi l'automatico più veloce al mondo.
In Belgio, la Fabrique Nationale viene fondata nel 1889 per decisione del governo che intende produrre il Mauser 1888 per l'Esercito nazionale e rendersi indipendente da produttori esteri di armi leggere. La Fabrique Nationale inizia così la produzione con brevetto della tedesca Mauser. Uno dei maggiori progettisti della Casa, Dieudonné J. Saive (1889 - 1973), realizza armi come la pistola semiautomatica Browning Hi-Power e il SAFN 49 ed il FAL. Nella seconda metà degli anni '30, Saive comincia lo sviluppo di un fucile semiautomatico.
Negli Stati Uniti d'America i primi prototipi furono semplicemente tentativi di convertire il fucile di inizi '900 da ripetizione ordinaria in semiautomatico. John Cantius Garand, canadese, dovette far fronte a diverse peripezie prima di vedere adottato un suo progetto dall'esercito statunitense. Arrivò al successo con il "fucile semiautomatico, .30, T1E2" diventato il 3 agosto 1933 "Fucile semiautomatico, .30, M1". Dopo due anni di collaudi, l'arma fu adottata ufficialmente il 9 gennaio 1936.